# Pierre Monneret
Pierre Georges Monneret (* 12. Januar 1931 in Paris; † 27. Februar 2010 in Dourdan) war ein französischer Motorrad- und Autorennfahrer. Pierre Monneret war mehrfacher französischer Motorrad-Straßenmeister und ein Sohn von Georges Monneret, einem der erfolgreichsten französischen Motorradpiloten der Geschichte. Sein Zwillingsbruder Jean und sein Halbbruder Philippe waren ebenfalls Motorradrennfahrer.

## Karriere

### Motorrad
Pierre Monneret debütierte beim 350-cm³-Grand-Prix von Frankreich 1953, der in Rouen-les-Essarts stattfand, auf A.J.S. in der Motorrad-Weltmeisterschaft. Er erreichte bei diesem Rennen Rang zwei hinter dem Moto-Guzzi-Werkspiloten und späteren Weltmeister Fergus Anderson und war damit der erste Franzose, dem ein Podestplatz in einem Solo-Rennen der Motorrad-WM gelang.
In der folgenden Saison startete Monneret bei seinem Heim-Grand-Prix, diesmal auf dem Circuit de Reims-Gueux, bei den 350ern auf einer Werks-A.J.S. und in der Halbliterklasse auf einem Vierzylinder-Werksrenner des italienischen Herstellers Gilera. Monneret gewann das Rennen der 350-cm³-Klasse und wurde damit der erste französische Grand-Prix-Sieger in der Geschichte der Motorrad-WM. Wenige Stunden später siegte er auch beim 500er-Lauf von seinem Markenkollegen Alfredo Milani, nachdem der lange Zeit in Führung liegende Geoff Duke ausgeschieden war.
1955 wurde Monneret bei seinem einzigen WM-Grand-Prix des Jahres Zweiter beim 500-cm³-Lauf in Belgien. Im Jahr 1956 bestritt der Franzose vier Grands Prix. Er wurde Dritter sowohl beim 350er- als auch beim 500er-Rennen in Spa-Francorchamps und belegte bei den Halbliter-Läufen von Westdeutschland und des Nationen-Grand-Prix in Monza ebenfalls Rang drei. Diese Platzierungen brachten ihm mit dem vierten Platz im Endklassement der Halbliterklasse das beste WM-Ergebnis seiner Laufbahn ein.
Am Ende der Saison 1956 beendete Pierre Monneret, im Alter von nur 25 Jahren, seine Rennsport-Karriere und widmete sich fortan dem Unternehmen seiner Familie, einem Betrieb zur Herstellung von Kartonagen. Der Franzose verstarb am 27. Februar 2010 im Alter von 79 Jahren.
In seiner Karriere bestritt Monneret insgesamt acht WM-Rennen, die er allesamt unter den ersten drei beendete, zwei davon als Sieger.

### Sportwagen
Nach dem Ende seiner Zeit als Motorradrennfahrer ging Monneret bei Sportwagenrennen an den Start. 1961 wurde er beim Coupe de Paris, einem Sportwagenrennen auf dem Autodrome de Linas-Montlhéry Zweiter hinter Henri Oreiller. Viermal war er beim 24-Stunden-Rennen von Le Mans am Start, sah jedoch nie die Zielflagge.

### Rekorde
Am 8. März 1951 stellte Pierre Monneret, zusammen mit seinem Vater Georges und seinem Bruder Jean auf einer Puch 125 TS einen Weltrekord auf. Die drei absolvierten die Distanz von 40.000 km, die einer Erdumrundung gleichkommt, in 24 Tagen, 21 Stunden und 43 Minuten.
Am 15. August desselben Jahres verbesserten Pierre und Georges Monneret, zusammen mit Robert Moury und Johann Weingartmann, auf Puch 125 TFS den Weltrekord für die in 24 Stunden auf einem Motorrad zurückgelegte Distanz auf 2991 km.

## Trivia
- Zu seiner aktiven Zeit trat Pierre Monneret einige Male gegen seinen Vater Georges an. In einem Rennen überquerten die beiden in derart knappem Abstand die Ziellinie, dass die Zeitmessung keinen Unterschied feststellen konnte und Vater und Sohn ex aequo gewertet wurden.[3]
- Als Pierre Monneret 1953 französischer 350-cm³-Meister wurde, gewann sein Vater Georges 45-jährig den Titel in der 250-cm³-Klasse.[1]

## Statistik

### In der Motorrad-Weltmeisterschaft
| Saison | Klasse  | Ergebnis | Maschine | Rennen | Siege | Podien |
| ------ | ------- | -------- | -------- | ------ | ----- | ------ |
| 1953   | 350 cm³ | 8.       | A.J.S.   | 1      | 0     | 1      |
| 1954   | 350 cm³ | 10.      | A.J.S.   | 1      | 1     | 1      |
| 1954   | 500 cm³ | 6.       | Gilera   | 1      | 1     | 1      |
| 1955   | 500 cm³ | 7.       | Gilera   | 1      | 0     | 1      |
| 1956   | 125 cm³ | 9.       | Gilera   | 1      | 0     | 1      |
| 1956   | 500 cm³ | 4.       | Gilera   | 3      | 0     | 3      |

### Le-Mans-Ergebnisse
| Jahr | Team                            | Fahrzeug                 | Teamkollege       | Platzierung | Ausfallgrund    |
| ---- | ------------------------------- | ------------------------ | ----------------- | ----------- | --------------- |
| 1961 | Auguste Veuillet                | Porsche 356B Abarth GTL  | Robert Buchet     | Ausfall     | Motorschaden    |
| 1963 | Automobiles René Bonnet         | René Bonnet Aérodjet LM6 | Roger Masson      | Ausfall     | Unfall          |
| 1964 | Société Automobiles René Bonnet | René Bonnet Aérodjet     | Jean-Claude Rudaz | Ausfall     | Motorschaden    |
| 1965 | Société des Automobiles Alpine  | Alpine M63B              | Robert Bouharde   | Ausfall     | Zündungsschaden |

### Einzelergebnisse in der Sportwagen-Weltmeisterschaft
| Saison | Team                                | Rennwagen                                 | 1   | 2   | 3   | 4   | 5   | 6   | 7   | 8   | 9   | 10  | 11  | 12  | 13  | 14  | 15  | 16  | 17  | 18  | 19  | 20  | 21  | 22  |
| ------ | ----------------------------------- | ----------------------------------------- | --- | --- | --- | --- | --- | --- | --- | --- | --- | --- | --- | --- | --- | --- | --- | --- | --- | --- | --- | --- | --- | --- |
| 1961   | Auguste Veuillet                    | Porsche 356                               | SEB | TAR | NÜR | LEM | PES |     |     |     |     |     |     |     |     |     |     |     |     |     |     |     |     |     |
| 1961   | Auguste Veuillet                    | Porsche 356                               | DNF |     |     |     |     |     |     |     |     |     |     |     |     |     |     |     |     |     |     |     |     |     |
| 1963   | René Bonnet Automobiles René Bonnet | René Bonnet Djet René Bonnet Aérodjet LM6 | DAY | SEB | SEB | TAR | SPA | MAI | NÜR | CON | ROS | LEM | MON | WIS | TAV | FRE | CCE | RTT | OVI | NÜR | MON | MON | TDF | BRI |
| 1963   | René Bonnet Automobiles René Bonnet | René Bonnet Djet René Bonnet Aérodjet LM6 |     |     |     |     |     |     | DNF |     |     | DNF |     |     |     |     |     |     |     |     |     |     |     |     |
| 1964   | Automobiles René Bonnet             | René Bonnet Djet René Bonnet Aérodjet     | DAY | SEB | TAR | MON | SPA | CON | NÜR | ROS | LEM | REI | FRE | CCE | RTT | SIM | NÜR | MON | TDF | BRI | BRI | PAR |     |     |
| 1964   | Automobiles René Bonnet             | René Bonnet Djet René Bonnet Aérodjet     |     |     |     |     |     |     | DNF |     | DNF |     |     |     |     |     |     |     |     |     |     |     |     |     |
| 1965   | Alpine                              | Alpine M63                                | DAY | SEB | BOL | MON | MON | RTT | TAR | SPA | NÜR | MUG | ROS | LEM | REI | BOZ | FRE | CCE | OVI | NÜR | BRI | BRI |     |     |
| 1965   | Alpine                              | Alpine M63                                |     |     |     |     |     |     |     |     |     |     |     | DNF | 13  |     |     |     |     |     |     |     |     |     |